# Jakov Iosifovič Džugašvili
Jakov Iosifovič Džugašvili (in georgiano: იაკობ ჯუღაშვილი; in russo: Яков Иосифович Джугашвили; Baji, 18 marzo 1907 – Campo di concentramento di Sachsenhausen, 14 aprile 1943) è stato un militare sovietico, primo figlio di Iosif Stalin e della prima moglie, Ekaterina Svanidze.

## Biografia

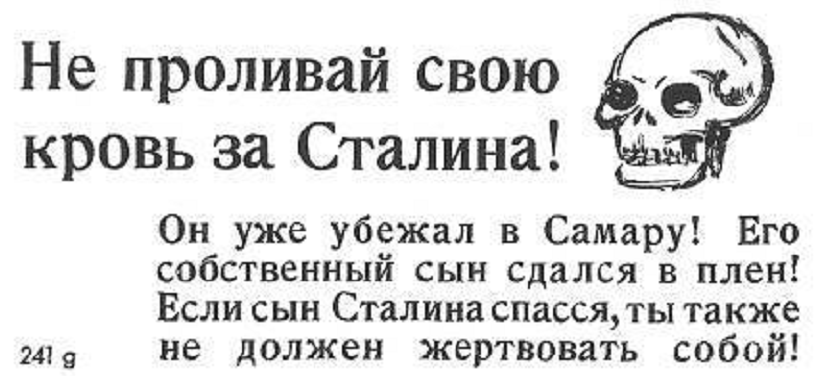
Manifesto di propaganda tedesco del 1941."Non versare il tuo sangue per Stalin! Lui è già scappato a Samara! Il suo stesso figlio si è arreso! Il figlio di Stalin ha scelto di salvarsi, neanche tu sei obbligato a sacrificarti!"

Nel 1907, rimasto orfano della madre che morì di tifo a pochi mesi dalla nascita, fu allevato dalla zia materna a Tbilisi. A quattordici anni lasciò la Georgia e si trasferì a Mosca per imparare il russo e per ricevere un'istruzione superiore.
A Mosca visse in una dacia con il padre e con Nadežda Allilueva, sua seconda moglie. I rapporti con suo padre non furono mai buoni. Dopo l'ennesima lite, esasperato dal suo atteggiamento dispotico, tentò il suicidio con un colpo di pistola alla testa riportando solo qualche ferita. Tutto quello che Stalin disse riguardo all'estremo gesto del figlio fu: "è incapace persino di sparare diritto".
Ad un ricevimento conobbe Julija Mel'cer, ballerina ebrea di Odessa, ed in quell'occasione arrivò alle mani con il secondo marito di lei Nikolaj Bessarab. Dopo la fucilazione del suo rivale da parte dell'NKVD, Jakov sposò la Mel'cer ed ebbe da lei due figli: Evgenij e Galina Džugašvili, che è morta nel 2007.
Durante la seconda guerra mondiale combatté nella 6ª batteria d'artiglieria del 14º reggimento della 14ª divisione carri del 5º Corpo meccanizzato, assegnato alla 20ª armata dell'Armata Rossa con il grado di tenente d'artiglieria. Fu catturato dalla Wehrmacht il 7 luglio 1941 durante la battaglia di Smolensk. 
Fu portato dapprima a Hammelburg, poi nel 1942 a Lubecca e infine nel campo di concentramento di Sachsenhausen.

### Morte
Secondo alcune fonti, i tedeschi pensarono di scambiare l'illustre prigioniero con il feldmaresciallo Friedrich Paulus, caduto in mano sovietica dopo la battaglia di Stalingrado, ma alla proposta Stalin rispose: "non scambio un soldato con un generale". Altre voci, dichiarano che poteva esserci uno scambio con il nipote di Hitler, Leo Rudolf Raubal Jr.
Le circostanze della morte di Jakov Džugašvili nel campo di concentramento di Sachsenhausen non sono mai state del tutto chiarite. I tedeschi dichiararono ufficialmente che morì il 14 aprile 1943 gettandosi contro la recinzione elettrificata del campo. 
Nel 1980 il Sunday Times scrisse che il figlio del dittatore sovietico si gettò contro la recinzione in seguito a un litigio per banali motivi con dei prigionieri inglesi. Nel 2001 un articolo del Telegraph sosteneva che il tenente si suicidò nel 1943 dopo essere stato violentemente insultato da alcuni prigionieri polacchi oppure britannici. Questi lo avrebbero ricoperto di insulti quando nel campo fu data notizia del ritrovamento dei corpi delle vittime del massacro di Katyn', strage perpetrata nel 1940 dall'NKVD sovietico ai danni di migliaia di civili e soldati polacchi.
Il Dipartimento della Difesa degli Stati Uniti ha dichiarato di essere in possesso di documenti che rivelano che Jakov Džugašvili fu fucilato dai tedeschi mentre tentava la fuga da Sachsenhausen.
La figlia Galina ha confermato questa versione nel 2003, ma in seguito ha ritrattato sostenendo che suo padre non fu mai fatto prigioniero dai tedeschi e che morì in battaglia nel 1941. Galina sostenne questa tesi con forza fino alla morte, dichiarò inoltre che tutte le fotografie e le lettere che fanno riferimento alla prigionia del padre furono opera della propaganda nazista. Questa versione dei fatti è sostenuta dalla riabilitazione pubblica di Džugašvili, avvenuta nel 1977 con l'assegnazione postuma dell'Ordine della Grande Guerra Patriottica di Prima Classe da parte del governo sovietico.
Recenti fonti russe sembrerebbero confermare che Jakov non venne affatto catturato dai tedeschi ma che fu ucciso in combattimento il 16 luglio 1941 durante la battaglia di Smolensk; la propaganda tedesca, secondo queste fonti, quindi avrebbe creato un "falso figlio di Stalin", rilasciando registrazioni audio con la voce del presunto Jakov e volantini incitanti alla diserzione, ottenendo peraltro scarsi risultati sui soldati sovietici che non avevano alcuna conoscenza del volto del figlio di Stalin né della sua voce.
Esiste poi un'altra ipotesi sulla fine di Jakov: sarebbe riuscito a sfuggire ai nazisti, ma venne catturato dagli italiani e portato in Italia; qui sarebbe di nuovo evaso, e avrebbe partecipato alla Resistenza sotto la falsa identità di Giorgi Varazashvili, nome di battaglia "capitano Monti". Questi - morto eroicamente il 6 febbraio 1945 a Tarzo, in Veneto, e qui sepolto - ebbe un figlio, Giorgio Zambon, da una italiana, la cui figlia Alessandra Zambon sostiene appunto che dietro al nome di quel Giorgi Varazashvili (persona realmente esistita ma deceduta in precedenza) si celasse il figlio maggiore del dittatore sovietico.
La ricerca, che ha per sottotitolo L'enigma del capitano Monti 1944/1945, si basa su materiale inedito (lettere, fotografie, interviste a testimoni), in aggiunta a due fatti noti: l'incertezza sulla morte "ufficiale" di Jakov, e il misterioso trafugamento della salma di Giorgi.
Peraltro, voci su una diversa identità del “capitano Monti” erano già circolate negli anni Sessanta del Novecento, come riportano Vittoria Giorgi e Anna Maria Stecconi in Non perdiamo la memoria (2009).
A sostegno della tesi, nella ricerca del 2019, coincidenze biografiche tra i due uomini (nazionalità, cultura, professione, carriera militare ecc.) e una forte somiglianza comparando immagini, oltre a episodi quali il periodico omaggio, ai tempi dell'URSS, di alte autorità sul luogo in cui morì Varazashvili.

## Nella cultura di massa
Riccardo Bacchelli ha dedicato alla figura di Jakov Iosifovic un romanzo, Il figlio di Stalin.
Alessandra Zambon, presunta nipote di Jakov, è coautrice del libro "Jakov – Il figlio di Stalin partigiano in Italia".